# تورو مياموتو (سياسي)
تورو مياموتو هو سياسي ياباني، ولد في 22 يناير 1972 في هيوغو في اليابان. نشط حزبياً في الحزب الشيوعي الياباني. في الانتخابات العامة اليابانية 2017، انتخب عضو مجلس النواب الياباني ‏ عن دائرة كتلة التمثيل النسبي في طوكيو ‏ وقد انضم خلال فترته النيابية ‏ (22 أكتوبر 2017 – ) للكتلة البرلمانية الحزب الشيوعي الياباني.

## وصلات خارجية
- الموقع الرسمي